# Уильямс, Гриди
Андраэз Монтрелл «Гриди» Уильямс  (англ. Andraez Montrell «Greedy» Williams, 3 декабря 1997, Шривпорт) — профессиональный американский футболист, выступающий на позиции корнербека в клубе НФЛ «Кливленд Браунс».

## Биография

### Любительская карьера
Андраэз Уильямс родился 3 декабря 1997 года в Шривпорте, прозвище «Гриди» он получил от бабушки. Там же он окончил баптистскую школу. Уильямс был лидером школьной футбольной команды, которая в 2013 и 2014 годах выигрывала чемпионат штата Луизиана. В выпускной год он был включён в сборную всех звёзд штата и вошёл в число 300 лучших выпускников школ по версии канала ESPN.
В 2016 году Уильямс поступил в Университет штата Луизиана. В первый год он тренировался с командой в качестве освобождённого игрока и участия в матчах не принимал. Со второго года обучения Гриди стал игроком стартового состава, выходя на поле на месте левого корнербека. В играх чемпионата 2017 года он сделал шесть перехватов. В сезоне 2018 года он также сыграл в двенадцати матчах регулярного чемпионата. По его итогам Уильямс был включён в сборную всех звёзд по трём различным версиям. Также он вошёл в число финалистов Джим Торп Эворд, награды лучшему игроку секондари в NCAA. Гриди отказался от игры за команду в Фиеста Боуле и объявил о выставлении своей кандидатуры на драфт НФЛ.

#### Статистика выступлений в NCAA
| Сезон | Команда     | Игры | Захваты | Захваты | Захваты | Захваты | Захваты | Перехваты | Перехваты | Перехваты | Перехваты | Перехваты | Фамблы | Фамблы | Фамблы | Фамблы |
| Сезон | Команда     | Игры | Solo    | Ast     | Tot     | Loss    | Sk      | Int       | Yds       | Y/R       | TD        | PD        | FR     | Yds    | TD     | FF     |
| ----- | ----------- | ---- | ------- | ------- | ------- | ------- | ------- | --------- | --------- | --------- | --------- | --------- | ------ | ------ | ------ | ------ |
| 2017  | ЛСЮ Тайгерс | 13   | 26      | 12      | 38      | 1,5     | 0,0     | 6         | 32        | 5,3       | 0         | 10        | 0      | 0      | 0      | 0      |
| 2018  | ЛСЮ Тайгерс | 11   | 23      | 10      | 33      | 0,0     | 0,0     | 2         | 20        | 10,0      | 0         | 9         | 0      | 0      | 0      | 0      |
| Всего | Всего       | 24   | 49      | 22      | 71      | 1,5     | 0,0     | 8         | 52        | 6,5       | 0         | 19        | 0      | 0      | 0      | 0      |

### Профессиональная карьера
Официальный сайт лиги перед драфтом 2019 отмечал атлетизм и подвижность Уильямса, его способность играть в различных системах зонной защиты. В то же время указывалось, что ему необходимо набрать мышечную массу, чтобы вести борьбу с габаритными ресиверами, а также улучшить навыки захвата и определения положения мяча в воздухе.
На драфте Уильямс был выбран во втором раунде под общим 46 номером клубом «Кливленд Браунс». Контракт с командой он подписал 21 мая. Сумма сделки составила 6,5 млн долларов, срок соглашения — четыре года. В НФЛ Гриди дебютировал в первой игре сезона 2019 года против «Теннесси Тайтенс». 

#### Статистика выступлений в НФЛ

##### Регулярный чемпионат
| Сезон | Команда         | Игры | Захваты | Захваты | Захваты | Захваты | Захваты | Перехваты | Перехваты | Перехваты | Перехваты | Перехваты | Фамблы | Фамблы | Фамблы | Фамблы |
| Сезон | Команда         | Игры | Solo    | Ast     | Tot     | Loss    | Sk      | Int       | Yds       | Y/R       | TD        | PD        | FR     | Yds    | TD     | FF     |
| ----- | --------------- | ---- | ------- | ------- | ------- | ------- | ------- | --------- | --------- | --------- | --------- | --------- | ------ | ------ | ------ | ------ |
| 2019  | Кливленд Браунс | 2    | 4       | 1       | 5       | 0       | 0,0     | 0         | 0         | 0,0       | 0         | 0         | 0      | 0      | 0      | 0      |
| Всего | Всего           | 2    | 4       | 1       | 5       | 0       | 0,0     | 0         | 0         | 0,0       | 0         | 0         | 0      | 0      | 0      | 0      |

- По состоянию на 26 октября 2019